# Championnat de l'État indépendant de Croatie de football 1942
Navigation
Saison précédente Saison suivante
La saison 1942 du Championnat de Croatie de football appelée Championnat de l'État indépendant de Croatie de football 1942 est une édition spéciale de la première division croate. 
Ce tournoi est organisé par la fédération croate de football. Cette édition est particulière car il s'agit de la deuxième édition organisée par la fédération croate, sous l'État indépendant de Croatie. 
Chaque groupe est réparti par zone géographique, déterminant les quatre demi-finalistes du tournoi, permettant de donner un champion de Croatie.
Le HŠK Concordia est déclaré champion.

## Compétition

### Premier tour
Le barème de points servant à établir le classement se décompose ainsi :
- Victoire : 2 points
- Match nul : 1 point
- Défaite : 0 point